# Тер (річка)
Тер (ісп. Ter) — річка в Каталонії, Іспанія. Бере початок в Піренеях, протікає через кумарки Ріпульєс Жирунес, Узона, Селба і Баш-Ампурда та впадає в Середземне море в районі містечка Л'естартіт (кат. L'Estartit). За часів Римської імперії була відома під назвою «Альба» (лат. Alba).
Довжина річки — 208 км; площа басейну — приблизно 3010 км².

## Дамби
Між кумарками Узона та Селба річку перегороджує система дамб Сау-Сускведа-Пастераль (кат. Sau-Susqueda-Pasteral), який служить для регулювання витрат води та забезпечення прилеглих районів електроенергією. Сумарний об'єм системи — 407 км³. Складається з гребель:
- ГЕС Молі
- ГЕС Сау (висота — 84 м, площа — 570 га, об'єм — 169 км³)
- ГЕС Сускеда (висота — 135 м, площа — 466 га, об'єм — 233 км³)
- Панта дель Пастераль (висота — 33 м, площа — 35 га, об'єм — 2 км³)
- Панта-де-Коломерс (висота — 15 м, площа — 70 га, об'єм — 1 км³)
- Панта-де-Сева (Гуррі) (висота — 15 м, площа — 2 га, об'єм — <1 км³)

## Населені пункти
- Сеткасас
- Вілальонга-де-Тер
- Льянарс
- Кампродон
- Ла Раль
- Сан-Пабло-де-Сегуріас
- Сан-Жоан-де-лес-Абадесес
- Ріполь
- Монтескіу
- Сант-Кірзе-де-Бесора
- Торельо
- Манльо
- Рода-де-Тер
- Ла-Сельєра-де-Тер
- Англес
- Бескано
- Сальт
- Жирона
- Саррья-де-Тер
- Сан-Жуліа-да-Раміс
- Флача
- Сан Жорді Десвальс
- Кулумес
- Турруеля-да-Монґрі
- Л'естартіт

## Зовнішні посилання
- Маршрут вздовж річки Тер [Архівовано 7 липня 2017 у Wayback Machine.](кат.)
- El Ter www.enciclopedia.cat
- Plan de gestión del distrito de cuenca fluvial de Cataluña

| Іспанія | Це незавершена стаття з географії Іспанії. Ви можете допомогти проєкту, виправивши або дописавши її. |